# Polnische Badmintonmeisterschaft 1979
Die Polnische Badmintonmeisterschaft 1979 fand vom 8. bis zum 9. Mai 1979 in Wrocław statt. Es war die 15. Austragung der Titelkämpfe. 

## Medaillengewinner
| Disziplin    | Gold                                                                            | Silber                                                                 | Bronze |
| ------------ | ------------------------------------------------------------------------------- | ---------------------------------------------------------------------- | --- |
| Herreneinzel | Brunon Rduch (Unia Bieruń Stary)                                                | Zygmunt Skrzypczyński (AZS AWF Wrocław)                                | Ryszard Borek (Polonia Głubczyce) Janusz Labisko (Bolesław Bukowno)                                                                           |
| Dameneinzel  | Elżbieta Utecht (Polonia Głubczyce)                                             | Bożena Wojtkowska (Polonia Głubczyce)                                  | Ewa Rusznica (Polonia Głubczyce) Maria Bahryj (Polonia Głubczyce)                                                                             |
| Herrendoppel | Zygmunt Skrzypczyński (AZS AWF Wrocław) Sławomir Włoszczyński (AZS AWF Wrocław) | Janusz Labisko (Bolesław Bukowno) Ryszard Werbliński (AZS AWF Wrocław) | Brunon Rduch (Unia Bieruń Stary) Norbert Węgrzyn (Unia Bieruń Stary) Kazimierz Ciuryś (Polonia Głubczyce) Stanisław Rosko (Polonia Głubczyce) |
| Damendoppel  | Maria Bahryj (Polonia Głubczyce) Bożena Wojtkowska (Polonia Głubczyce)          | Ewa Krawczyk (AZS AWF Wrocław) Helena Radaczyńska (AZS AWF Wrocław)    | Ewa Zdrojewska (Start Gdynia) Anna Zyśk (Start Gdynia) Iwona Nabiałek (Unia Bieruń Stary) Elżbieta Trojanowska (Unia Bieruń Stary)            |
| Mixed        | Zygmunt Skrzypczyński (AZS AWF Wrocław) Elżbieta Utecht (Polonia Głubczyce)     | Janusz Labisko (Bolesław Bukowno) Anna Zyśk (Start Gdynia)             | Jacek Mrozowski (AZS AWF Wrocław) Bożena Wiczyńska (AZS AWF Wrocław) Joachim Krawczyk (AZS AWF Wrocław) Helena Radaczyńska (AZS AWF Wrocław)  |